# اسکونیشیدائه
اسکونیشیدائه (نام علمی: Asconiscidae) تیره‌ای از از راسته جورپایان دریایی است. این خانواده شامل یک جنس و یک گونه منفرد به نام Asconiscus simplex است. شرح اصلی این خانواده در سال ۱۹۰۰ و توسط بوینر (به انگلیسی: Bonnier) صورت پذیرفت. این خانواده زندگی انگلی داشته و میزبان آن‌ها از سخت‌پوستان شبه‌میگو است.